# Звучна небна странична приблизителна съгласна
Звучната небна странична приблизителна съгласна е вид съгласен звук, използван в някои говорими езици. В Международната фонетична азбука той се отбелязва със символа ʎ. Той е много близък до българския мек звук, обозначаван с „л“ (в позиции със смекчаване – пред „е“, „и“, „ю“, „я“ или „ь“), но с по-задно учленение.
Звучната небна странична приблизителна съгласна се използва в езици като латвийски (ļaudis, [ʎàwdis]) и словашки (ľúbiť, [ˈʎu̞ːbi̞c]).
В книжовния български звучната небна носова съгласна не се използва, но звукът е срещан в много от западните диалекти – на мястото на звучна венечна странична приблизителна съгласна, но също и пред гласните а, о и у, както и в краесловна позиция (['bivoʎɛto], [va'ʎavit͡sa], [oˈsiʎ]).